# 文化创意企业孵化器
文化创意企业孵化器，是一种通过提供免费或较低租金的场地与设施等各类硬件服务，来吸引一批新创的中小型文化创意企业集聚入孵，又通过为入孵企业整合创业与创意资源，提供多种管理支持以及资源网络，来吸引具有创意产品或创意投资的需求方以及供应方使用孵化器，努力促成其与入孵企业的交易的平台组织。

## 主要功能
- 提供相关配套服务[1]
- 增强入孵企业对投资的吸引力。[1]
- 降低创业风险与成本，提高入孵企业的存活率与成长潜力。

## 特征
- 聚集诸如管理咨询公司，会计、律师事务所等服务机构，或者具有专业经验的文化创意管理人员，为在孵文化企业提供智能服务。[2]文化创意企业孵化器亦能为企业提供投融资服务功能。[3]
- 对于入孵企业而言，一般需要通过孵化器对于企业所持有合作项目或者文化创意评估后，才能入驻孵化器。而对于资源或服务的提供商，也需要孵化器对之进行审核。现有的成员企业无法阻止之后竞争者的加入，所以具有相当的开放性。[1]

- 平台具有一定的网络外部性。孵化器内资源或服务的提供商越多，则它对于入孵企业的吸引力就会越大，反之亦然。文化创意企业孵化器平台的外部性并不总为正。同一方用户之间可能互为竞争者，外部性可能为负。[1]

- 由于存在功能可以替代或者互相之间并不关联的许多孵化器平台，卖方（服务或资源的提供商）会采取与多个孵化器发生关联的行为，即卖方多属行为。由于文化创意企业一般会存在缺乏资金和管理技术欠缺等多种现状，并且对这类服务有着较大的需求，因此，目前较少存在孵化器买方的多属性行为。[1]

- 孵化器能够筛选有效资源，及时发现和创造资源对接，促进入孵企业和服务提供商交易。并借此适时地改变常规竞争模式，从而创造出更高的增值性利益。[3]

## 运行影响因素
外部因素
国际、国家市场形势，社会经济和产业的相关政策，融资体系，国家及区域的创新系统，社会创业环境，社会网络，资本市场和风险投资的支持等
内部因素
孵化器管理团队的综合素质和能力，投资融资结构、管理结构和运行机制，社会支持网络的建设力度和企业形象等。

## 文化创意企业孵化器与科技企业孵化器的对比[3][2]
|          | 文化创意企业孵化器                                                   | 科技企业孵化器                                       |
| 硬件设施 | 依托老厂房，老建筑打造兼具生活与工作的办公场所                       | 进驻办公楼或独立的科技园区                           |
| 孵化对象 | 文化创意产业领域                                                     | 高新技术产业领域                                     |
| 资金供求 | 资金需求呈阶段性分布，孵化新生企业，助推发展中企业；引资难度相对较高 | 只要帮助入孵企业孵化成熟，发展成熟，引资难度相对较低 |
| 专业人员 | 具备一定的市场嗅觉和专业背景，对艺术与创意具有一定敏感度             | 具备一定的市场嗅觉和科技专业背景                     |
| 管理需求 | 人性化，艺术化管理                                                   | 理性化，经济效益最大化管理                           |
| 研究领域 | 涉及知识经济、文化创意经济                                           | 涉及知识经济、技术经济和信息经济                     |